# 卡诺莎之行

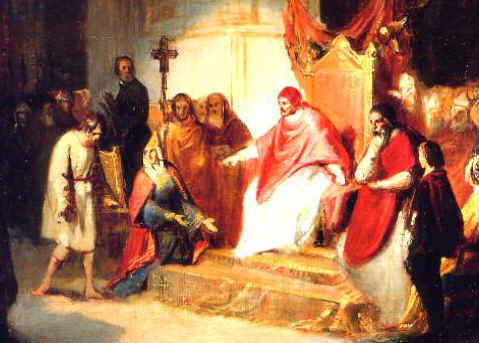
亨利四世在卡诺莎向教宗額我略七世屈膝

卡诺莎之行（德语：Gang nach Canossa；意大利语：l'umiliazione di Canossa）指神圣罗马帝国皇帝亨利四世从莱茵河畔的施派尔到艾米利亚-罗马涅的卡诺莎城堡向教宗額我略七世屈膝要求赦免絕罰，以及围绕旅程的事件，发生在1077年1月。

## 历史背景
教宗額我略七世试图对神職人員的「叙任权」进行改革，受到来自神圣罗马帝国皇帝亨利四世的很大阻力，是為敘任權之爭。传统上，皇帝参与任命主教和其他圣职人员的权利，所以亨利對教會提出抗議，並否认額我略七世为教宗。1075年6月9日，在巴特朗根薩爾察发生暴力事件，被亨利镇压。
額我略七世採取的對策是：在1076年四旬齋期，將亨利處以破門律绝罚，逐出教會，并宣布罷黜亨利的王位，並且格里高利還說，一年后，此绝罚将成为永久絕罰。
1076年10月16日，阿奎萊亞總主教和教宗特使在奥本海姆会见了德国诸侯，发誓不承认亨利，除非教廷寬恕亨利。亨利担心德意志贵族的进一步叛乱，觉得必须與教宗和解，他的对手安排他与教宗在奥格斯堡会面。

## 旅程

### 額我略的路线
但是額我略七世担心亨利会带来他的军队，夺取教宗的权力。他从罗马北上的旅程花了一段时间，在效忠神圣罗马帝国的意大利城镇，试图获得人民的支持，并评估他在圣职人员中的力量。
在今意大利北部，他会见了托斯卡纳女伯爵玛蒂尔达。她提出前往亨利无法攻击的安全地点。他们一起来到卡诺莎城堡，闭门不出。

### 亨利的路线

亨利四世請求瑪蒂爾達及克呂尼修道院院長向教宗求情

亨利从施派尔开始他的行程，从德国南下。他发现他的位置岌岌可危。他仍然深受老百姓的欢迎，但他的贵族仍然威胁要选出一位新的国王。他必须在迅速到来的最后期限之前，能够保住教会成员的身份。
亨利由塞尼山翻越阿尔卑斯山后，立刻实践忏悔的苦行，穿起当时修士苦行時所穿的粗糙衣服，据说是赤足行走。他的许多随从也脱掉了鞋子。他在这种情况下，在一月下旬的漫长而艰苦的旅程中，越过阿尔卑斯山。他在1077年1月25日到达卡诺莎的大门。

## 在城堡

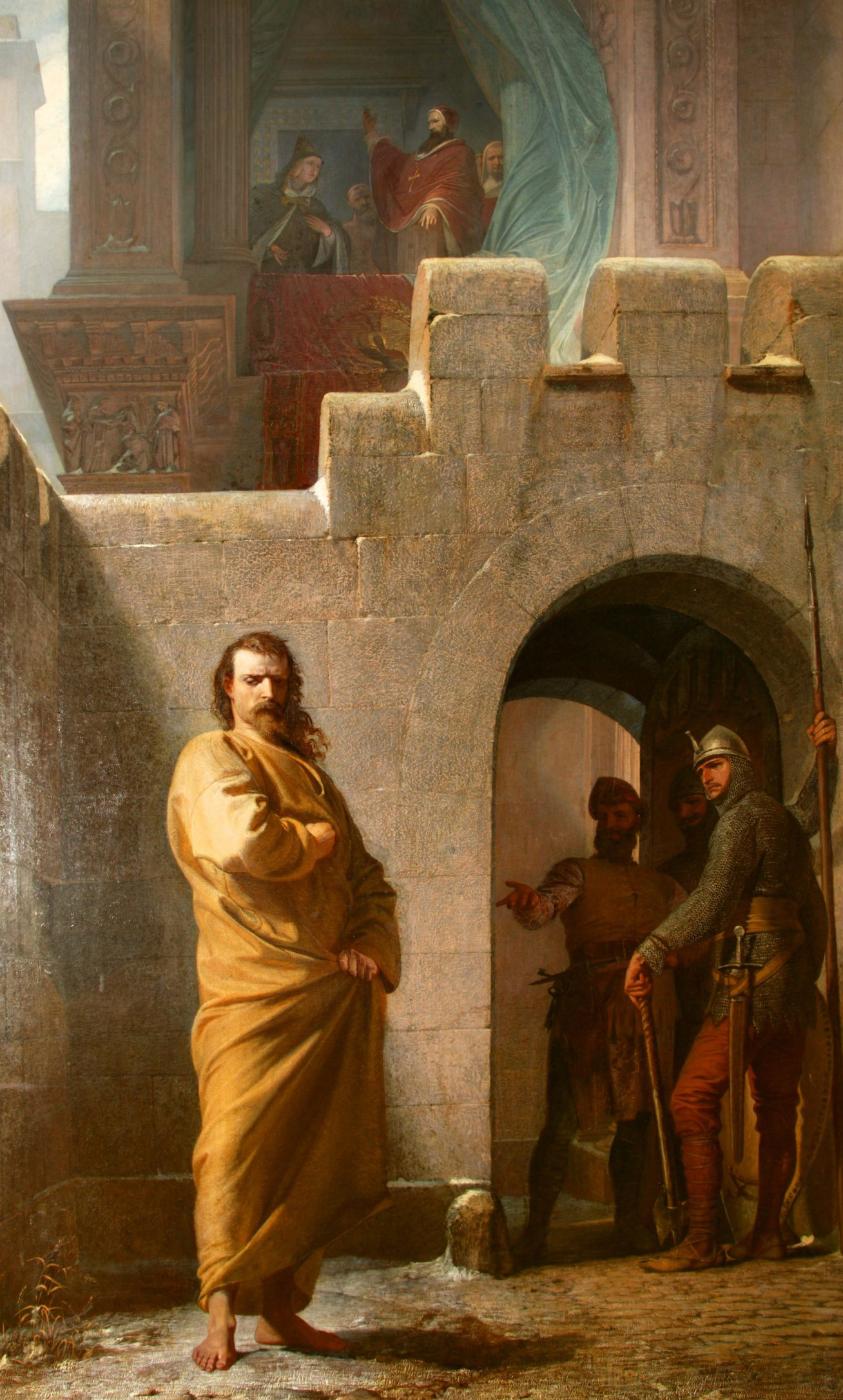
亨利四世在卡诺莎城堡门外

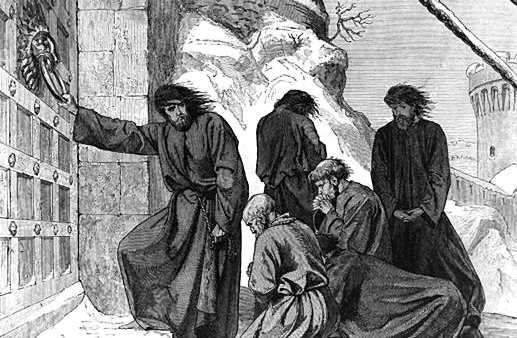
亨利四世與隨從在卡诺莎城堡门外

当亨利到达卡诺莎，教宗下令，拒绝让他进入。据现场的第一手资料（額我略和亨利接下来几年的书信），亨利在门外等候了整整三天。在此期间，据说他只穿着修士所穿的苦衣，并且禁食。虽然没有当时文献的记载，据推测，这3天的大部分时间，亨利是在山脚下的村裏度过。
1月28日，大门为亨利打开，他獲准进入城堡。根据当时的文献记载，亨利跪在教宗額我略七世面前，恳求他的宽恕。額我略赦免了亨利，并邀请他回到教会。那天晚上，額我略、亨利和托斯卡纳女伯爵玛蒂尔达在城堡内的圣尼各老主教座堂同领圣体，标志亨利被逐出教会的正式结束。
亨利很快就回到了他的帝国，但額我略与托斯卡纳女伯爵玛蒂尔达仍留在卡诺莎城堡，以及托斯卡纳的其他地方，达数月之久。后来的历史学家推测两者之间有浪漫的关系（17世纪有些新教史学家提出的褻瀆指控），但是并无任何这方面的证据被保存下来。

## 後世影響
“卡诺莎之行”在後世成為成語，用來形容懺悔，往往有不願或被迫的涵義。“卡诺莎之行”在德語中是nach Canossa gehen；在意大利語中是：andare a Canossa；在荷蘭語中是：naar Canossa gaan；在丹麥，挪威和瑞典語中是：Canossavandring或Kanossagang；在法語中是：aller à Canossa；在匈牙利語中是：kanosszajárás；在斯洛文尼亞語中是：pot v Canosso。例如阿道夫·希特勒從蘭茨貝格監獄被釋放後，就用“卡诺莎之行”來形容他為了要求解禁納粹黨，與巴伐利亞州州长海因里希·赫尔德舉行的會議。

### 引用
1. ↑  Orton, C. W. Previté. . The English Historical Review. 1910, XXV (XCIX). ISSN 0013-8266. doi:10.1093/ehr/XXV.XCIX.520 （英语）.
2. ↑  Zimmermann（1975年），chapter 5
3. ↑  Struve（1995年），第44ff页
4. ↑  Carter Lindberg. . John Wiley & Sons. 2009-02-04: 68. ISBN 978-1-4051-4887-0.（英文）
5. ↑  Ian Kershaw. Hitler: 1889–1936: Hubris New York: Norton, 1998.